# Marek Brandt
Marek Brandt, Pseudonym triPhaze (* 7. August 1970 in Berlin), ist ein deutscher Künstler im Bereich Fotografie, Klang- und Medienkunst.

## Biografie
Brandt wuchs in Berlin auf. Nach seiner Lehre als Schriftsetzer studierte er von 1995 bis 2002 Künstlerische Fotografie an der Hochschule für Grafik und Buchkunst Leipzig bei Timm Rautert. Im Jahr 2000 ging er nach Großbritannien und studierte am Duncan Jordanstone College for Art and Design in Dundee Time Based Art & Digital Film. Von 2006 bis 2008 führte er sein Studium an der Hochschule für Grafik und Buchkunst im Bereich Medienkunst als Meisterschüler bei Joachim Blank fort.
Brandt lebt und arbeitet seit 2001 vorwiegend in Leipzig.

## Werk
Brandt arbeitet mit unterschiedlichen Medien. Dazu gehören Fotografien, Klanginstallationen, Musikveröffentlichungen, Videoinstallationen und Filme. Seit Beginn seiner künstlerischen Arbeit war die Fotografie sein hauptsächliches Ausdrucksmittel. Während des Studiums an der Hochschule für Grafik und Buchkunst in Leipzig erweiterte er seine Arbeit auf Videoarbeiten sowie Sound und Klanginstallationen.
Seit 1999 experimentiert er unter dem Namen triPhaze mit elektronischen Klängen, oft auch im Zusammenspiel mit weiteren Musikern und mit visueller Unterstützung. Im Jahre 2000 gründete er das Musiklabel Privatelektro und realisierte ab 2004 das Performance- und Soundart-Projekt Music for Animals. Music for Animals beinhaltet Performances und Kompositionen von Klangwelten für Tiere in deren Lebensraum. 2014 wurden die gesammelten Filmaufnahmen der Music for Animals in der Stadtgalerie Saarbrücken gezeigt. Im Jahr 2005 war er Gründungsmitglied und Musiker des Laptoporchester Berlin. Seit 2013 ist er Mitglied bei der Formation Radiolux, einem Trio das mit audiovisuellen Performances auftritt und dabei musikalisch Jazz und elektronische Musik verschmilzt.
Im Rahmen des Lichtfest Leipzig bespielte Brandt 2009 die Fassade des Leipziger Hauptbahnhofs mit Video, Licht und einer Soundkomposition. Im Juni 2011 realisierte er eine Licht- und Videoprojektion auf der Fassade des Wawel in Krakau, Polen. Die Fassade der Thomaskirche (Leipzig) bespielte er 2012 gemeinsam mit Jürgen Meier anlässlich des 800-jährigen Jubiläums des Thomanerchors. Brandt sollte 2020 im Rahmen der Luminale gemeinsam mit dem audiovisuellen Projekt Radiolux die Fassaden des Römerberges in Frankfurt am Main bespielen. Die Aufführung wurde auf Grund der Beschränkungen wegen der COVID-19-Pandemie kurz vor der Eröffnung abgesagt.
2021 realisierte er eine 4 Kanal Soundinstallation zusammen mit dem mongolischen Künstler Ganzug Sedbazar für das Internationale Medienkunstfestival UBIMAF in Ulaanbaatar, auf dem Gelände des Bogd Khan Palace Museums in der Mongolei. In Leipzig wurde beim Lichtfest 2022, im Rahmen des Projekts von Robert Sochacki, auf dem Augustusplatz eine Mehrkanal Soundarbeit aufgeführt, die er zusammen mit der Künstlerin Pina Bettina Rücker komponiert hat.